# Мойсеєнко Василь Сергійович

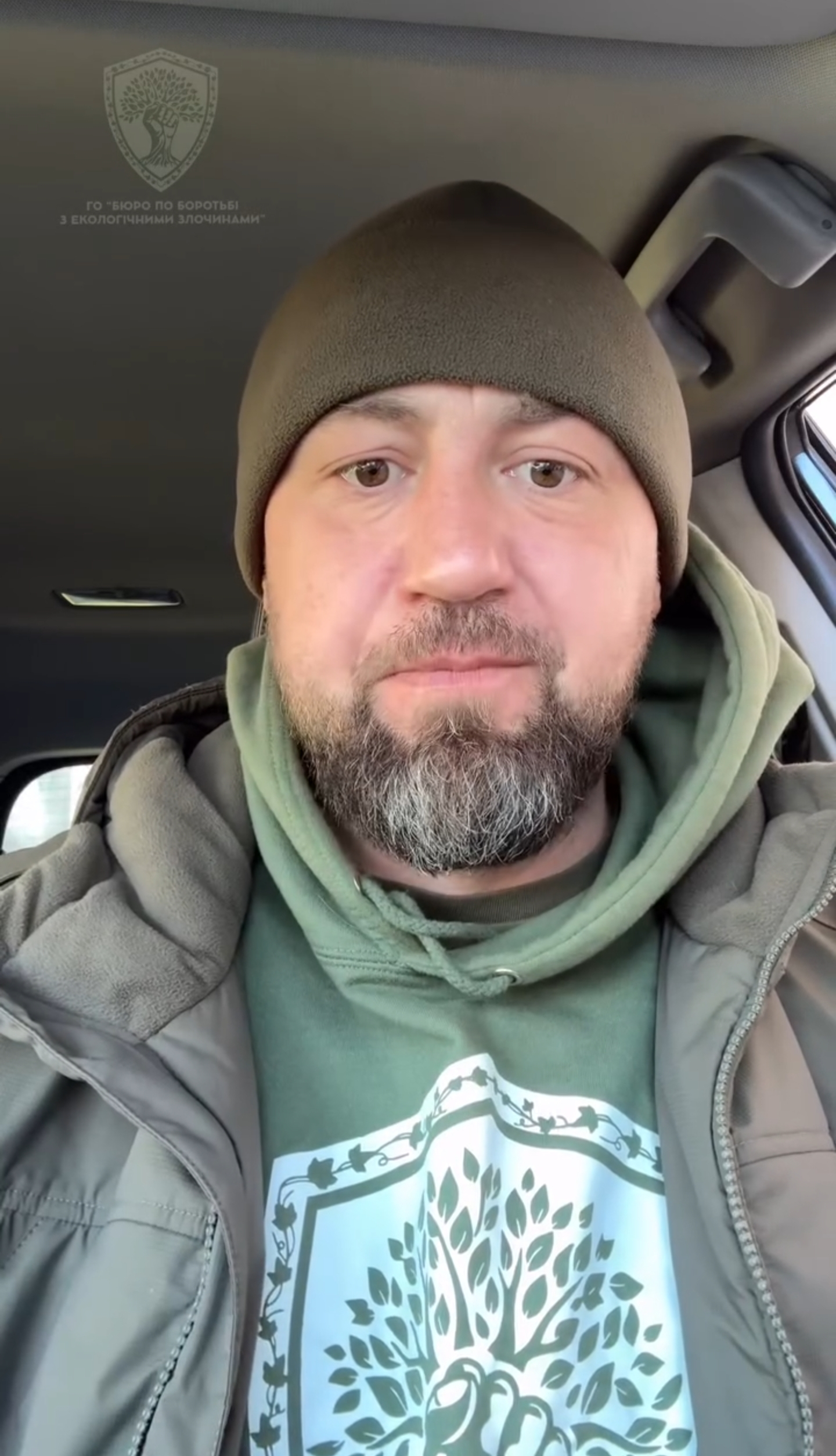

Мойсеєнко Василь Сергійович (псевдонім: Київський ревізор; нар. 3 січня 1982, Гостомель) — український Tiktok-блогер, почав свою діяльність 2024 року. 
Канал TikTok “Київський Ревізор” (@kievauditor) — 
2.8 млн вподобайок та 192 600 підписників. 